# Сушкевич Петро

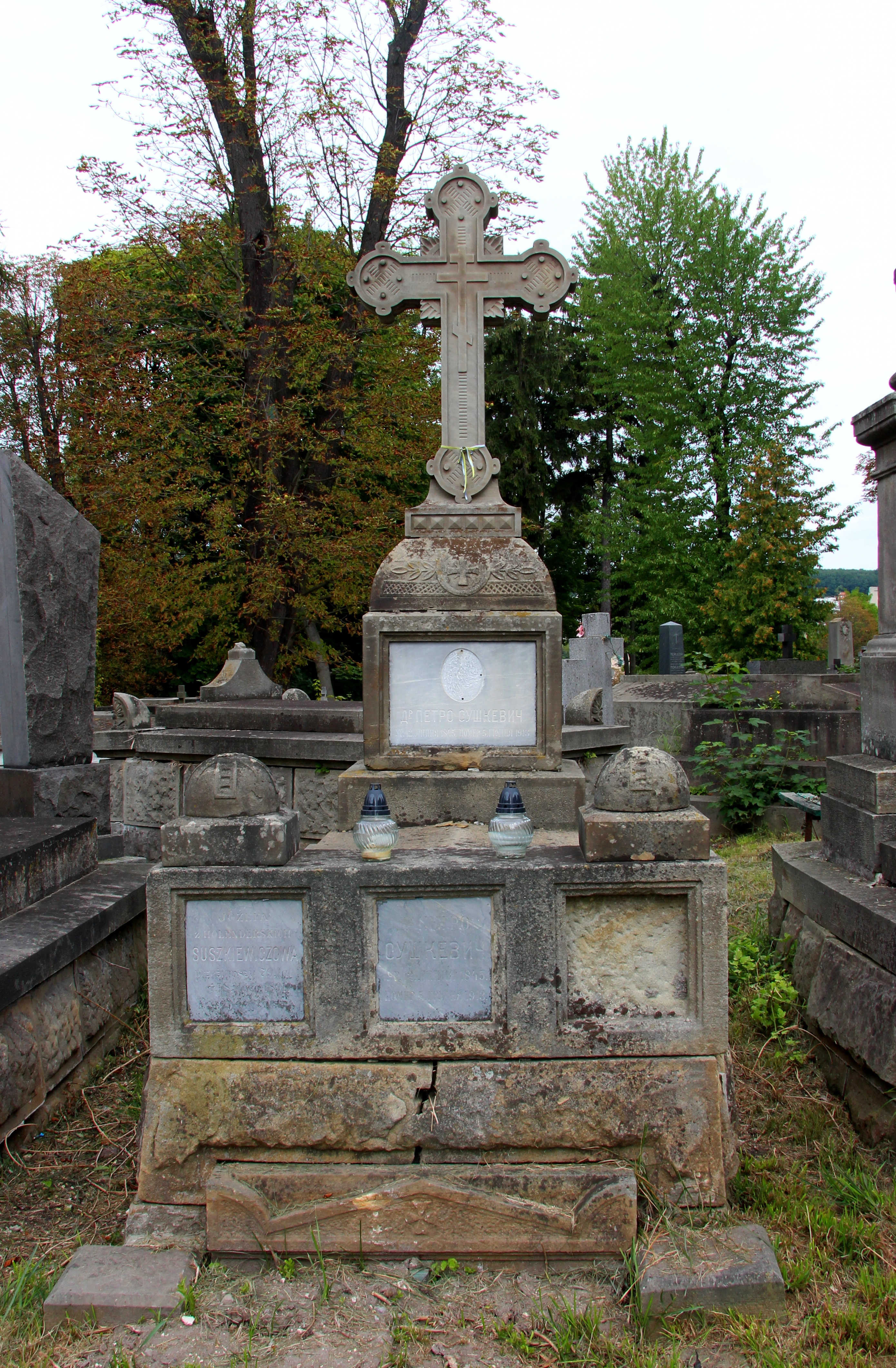

Сушкевич Петро (12 липня 1845 — 5 грудня 1913) — громадський діяч і меценат, лікар; усе своє майно (бл. 200 000 австрійських корон) записав товариству «Просвіта» у Львові на стипендії для української ремісничої молоді і на допомогу для незаможних старих літераторів.
Похований на Личаківському цвинтарі, поле № 71.